# I quarantanove racconti
I quarantanove racconti (The Fifth Column and the First Forty-Nine Stories) è un'antologia di racconti dello scrittore statunitense Ernest Hemingway pubblicata nel 1938 insieme al racconto lungo La Quinta colonna. In Italia La Quinta colonna è stata pubblicata nel 1946 da Einaudi, I Quarantanove racconti l'anno successivo.

## Racconti
1. La breve vita felice di Francis Macomber (The Short Happy Life of Francis Macomber)
2. La capitale del mondo (The Capital of the World)
3. Le nevi del Kilimangiaro (The Snows of Kilimanjaro)
4. Vecchio al ponte (Old Man at the Bridge)
5. Su nel Michigan (Up in Michigan)
6. Sul molo di Smirne (On the Quai at Smyrna)
7. Campo indiano (Indian Camp)
8. Il dottore e la moglie del dottore (The Doctor and the Doctor's Wife)
9. La fine di qualcosa (The End of Something)
10. Tre giorni di vento (The Three-Day Blow)
11. Il lottatore (The Battler)
12. Una storia molto breve (A Very Short Story)
13. Il ritorno del soldato (Soldier's Home)
14. Il rivoluzionario (racconto) (The Revolutionist)
15. Il signor Elliot e signora (Mr. and Mrs. Elliot)
16. Gatto sotto la pioggia (Cat in the Rain)
17. Fuori stagione (Out of Season)
18. Monti sotto la neve (Cross-Country Snow)
19. Il mio vecchio (My Old Man)
20. Grande fiume dai due cuori: Parte prima (Big Two-Hearted River, part 1)
21. Grande fiume dai due cuori: Parte seconda (Big Two-Hearted River, part 2)
22. L'invitto (The Undefeated)
23. In un altro paese (In Another Country)
24. Colline come elefanti bianchi (Hills like White Elephants)
25. I sicari (The Killers)
26. Che ti dice la Patria? (stesso titolo)
27. Cinquanta bigliettoni (Fifty Grand)
28. Una semplice domanda (A Simple Enquiry)
29. Dieci indiani (Ten Indians)
30. Un canarino in dono (A Canary for One)
31. Un idillio alpino (An Alpine Idyll)
32. Una gara a inseguimento (A Pursuit Race)
33. Oggi è venerdì (Today Is Friday)
34. Storia banale (Banal Story)
35. Insonnia (Now I Lay Me)
36. Dopo la tempesta (After the Storm)
37. Un posto pulito, illuminato bene (A Clean, Well-Lighted Place)
38. La luce del mondo (The Light of the World)
39. Dio vi conservi allegri, miei signori (God Rest You Merry, Gentlemen)
40. Metamorfosi marina (The Sea Change)
41. Come non sarai mai (A Way You'll Never Be)
42. La madre di una checca (The Mother of a Queen)
43. Una lettrice scrive (One Reader Writes)
44. Omaggio alla Svizzera (Homage to Switzerland)
45. Un giorno di attesa (A Day's Wait)
46. Una storia naturale dei defunti (A Natural History of the Dead)
47. Vino nel Wyoming (Wine of Wyoming)
48. Il giocatore, la monaca e la radio (The Gambler, the Nun, and the Radio)
49. Padri e figli (racconto) (Fathers and Sons)

## Edizioni italiane
- La quinta colonna, trad. di Giuseppe Trevisani, Collana Politecnico Biblioteca, Torino, Einaudi, 1946.
- I quarantanove racconti, trad. Giuseppe Trevisani, Collana i millenni n.1, Torino: Einaudi, 1947, pp. 494
- I quarantanove racconti, trad. Giuseppe Trevisani, Collana I libri del pavone nn.184-187, Milano: Mondadori, 1959
- I quarantanove racconti. La quinta colonna, trad. Giuseppe Trevisani, Collana Supercoralli, Einaudi, Torino, 1961-1974-1981, pp. 536
- I quarantanove racconti, trad. Giuseppe Trevisani, a cura di Giansiro Ferrata, Collana Oscar Mondadori n.64, Milano: Mondadori, 1966
- I quarantanove racconti, Collana Il Bosco, Mondadori, Milano, 1967
- in Romanzi e racconti, trad. Vincenzo Mantovani, a cura di Fernanda Pivano, Collana I Meridiani Milano: Mondadori, 1974
- I quarantanove racconti, trad. Vincenzo Mantovani, Collana Oscar guide" n.85, Milano: Mondadori, 1989
- in Tutti i racconti, trad. Vincenzo Mantovani, a cura di Fernanda Pivano, Collana I Meridiani, Milano: Mondadori, 1990
- I quarantanove racconti. Con un'intervista di George Plimpton all'Autore sull'«arte di scrivere e narrare», Collana ET.Letteratura n.610, Torino: Einaudi, 1999, ISBN 88-06-15224-6
- in Tutti i racconti, trad. Vincenzo Mantovani, Collana Oscar Grandi classici n.40, a cura di Fernanda Pivano, Milano: Mondadori, 1999
- in Tutti i racconti, trad. Vincenzo Mantovani, a cura di Fernanda Pivano, Collana Oscar classici moderni n. 78, Milano: Mondadori, 2003
- in Tutti i racconti, trad. Vincenzo Mantovani, a cura di Fernanda Pivano, Collana Meridiani Collezione n.35, Milano: Mondadori, 2006